# Ningpo Lishe nemzetközi repülőtér
A Ningpo Lishe nemzetközi repülőtér, egyszerűsített kínai írással 宁波栎社国际机场, hagyományos kínai írással 寧波櫟社國際機場 (IATA: NGB, ICAO: ZSNB) Kína egyik nemzetközi repülőtere, amely Ningpo közelében található. Éves utasforgalma 11 718 416 fő (2018).

## Futópályák
A repülőtér futópályái:
- 13/31 (3200 m, beton)

## Forgalom
Az utasforgalom az elmúlt években az alábbi módon változott:
| Utasok száma | 1 179 888 | 1 265 057 | 2 532 910 | 3 300 626 | 4 517 070 | 5 266 738 | 6 855 075 | 9 390 527 | 8 971 579 | 6 165 596 |
|              | 2000      | 2002      | 2005      | 2007      | 2010      | 2012      | 2015      | 2017      | 2020      | 2022      |

## Légitársaságok és úticélok
2023-ban a Ningpo Lishe nemzetközi repülőtérről az alábbi járatok indulnak:

### Személy
| Légitársaság              | Célállomások |
| ------------------------- | --- |
| 9 Air                     | Beijing–Daxing, Guiyang, Shenyang |
| Air Busan                 | Busan |
| Air Chang'an              | Jingdezhen, Xi'an |
| Air China                 | Beijing–Capital, Beijing–Daxing, Chengdu–Shuangliu, Chengdu–Tianfu, Chongqing, Wanzhou, Wuhan, Tianjin |
| Air Macau                 | Macau |
| Beijing Capital Airlines  | Dalian, Xi'an |
| Chengdu Airlines          | Chengdu–Tianfu, Chenzhou, Guiyang, Hengyang, Lijiang, Nanchong, Xichang, Yueyang |
| China Eastern Airlines    | Baotou, Beijing–Capital, Beijing–Daxing, Changchun, Chengdu–Tianfu, Chongqing, Guangzhou, Guiyang, Harbin, Hong Kong, Jieyang, Kunming, Kuqa, Lianyungang, Luzhou, Nanning, Qingdao, Shanghai–Pudong, Shenyang, Shenzhen, Taipei–Taoyuan, Taiyuan, Ürümqi, Wuhan, Xi'an, Xichang, Xining, Yantai, Zhengzhou, Zhuhai, Zunyi–Xinzhou                   |
| China Southern Airlines   | Beijing–Daxing, Changsha, Dalian, Guangzhou, Guiyang, Jieyang, Nanning, Shenzhen, Ürümqi, Wuhan, Zhengzhou |
| China United Airlines     | Beijing–Daxing |
| Chongqing Airlines        | Chongqing, Shiyan, Wuhan, Yichun (Jiangxi) |
| Colorful Guizhou Airlines | Guiyang, Yibin |
| Fuzhou Airlines           | Anshun, Yichang |
| Hainan Airlines           | Changsha, Dalian, Guiyang, Haikou, Qingdao, Shenzhen, Ürümqi, Xi'an, Zhengzhou |
| Hebei Airlines            | Beijing–Daxing, Shijiazhuang |
| HK Express                | Hong Kong |
| Jiangxi Air               | Shenyang, Yantai |
| LJ Air                    | Harbin, Taiyuan, Xining, Zhuhai |
| Loong Air                 | Bazhong, Bijie, Chongqing, Guiyang, Jeju, Lijiang, Kalibo, Nanyang, Shenyang, Weihai, Xiangyang, Xichang, Xining, Xishuangbanna, Yinchuan, Yulin (Shaanxi) |
| Lucky Air                 | Anqing, Chengdu–Tianfu, Ganzhou, Guiyang, Kunming, Yichang, Zhengzhou |
| Okay Airways              | Fuyang, Tianjin, Yinchuan |
| Qingdao Airlines          | Chengdu–Tianfu, Ezhou |
| Scoot                     | Singapore |
| Shandong Airlines         | Guiyang, Haikou, Qingdao, Shenyang, Urumqi, Zhengzhou |
| Shanghai Airlines         | Budapest, Shanghai–Pudong |
| Shenzhen Airlines         | Harbin, Linyi, Shenzhen, Xi'an, Yuncheng |
| Sichuan Airlines          | Chengdu–Shuangliu, Chengdu–Tianfu, Chongqing, Guiyang, Jieyang, Kunming, Luzhou, Sanya, Tianjin, Xichang, Zhangjiajie |
| Spring Airlines           | Bangkok–Don Mueang, Beihai, Changchun, Changde, Chengdu–Tianfu, Chongqing, Dalian, Guilin, Guiyang, Harbin, Hohhot, Huai'an, Jeju, Jinggangshan, Karamay, Kunming, Lanzhou, Luoyang, Mianyang, Osaka–Kansai, Qingdao, Seoul–Incheon, Shenyang, Shijiazhuang, Tianjin, Ürümqi, Xi'an, Xishuangbanna, Yancheng, Yinchuan, Yining, Zhanjiang, Zhengzhou |
| Spring Airlines Japan     | Tokyo–Narita |
| Suparna Airlines          | Shenzhen |
| Thai Lion Air             | Bangkok–Don Mueang |
| Tianjin Airlines          | Lianyungang, Tianjin |
| VietJet Air               | Szezonális charter: Phu Quoc |
| West Air                  | Chongqing, Zhengzhou |
| XiamenAir                 | Changchun, Xiamen |

### Cargo
| Légitársaság             | Célállomások  |
| ------------------------ | ------------- |
| China Cargo Airlines     | Amszterdam    |
| Hong Kong Airlines Cargo | Hong Kong     |
| Qantas Freight           | Hobart        |
| YTO Cargo Airlines       | Seoul-Incheon |